# Prinsessan Hiyam
Prinsessan Hiyam, född 1933, död 1999, var en irakisk kronprinsessa, gift med Iraks siste tronföljare, kronprins Abd al-Ila'h, och därmed faster genom giftermål till kung Faisal II av Irak.

## Biografi
Hiyam var dotter till shejk al-Omara Mohammed al-Habib och gifte sig med kronprins Abd al-Ila'h år 1953.
Monarkin avskaffades efter 14 julirevolutionen 1958. Omkring klockan 8.00 på morgonen attackerades kungliga palatset al-Rahab i Bagdad av kuppmakarna. Endast en liten lojal truppstyrka försvarade palatset, och då dessa insåg att det skulle bli omöjligt att evakuera monarken och tronföljaren, gick man efter förhandlingar med på att överlämna kungafamiljen och sätta dem i förvar på försvarsministeriet. Kungafamiljen, bestående av kungen, kronprinsen, prinsessan Hiyam, prinsessan Nafeesa (kronprinsens mor), prinsessan Abadiya (kungens moster och tronföljarens syster), samt några medlemmar av palatsets personal lämnade då palatset via köket. När de passerade köksträdgården genom rader av soldater tillhöriga kuppmakarna öppnade dessa eld och samtliga medlemmar av det kungliga följet sköts i en massaker. Kungen sköts i huvudet och nacken, medan kronprinsen, Nafeesa och Abadiya alla träffades i ryggen, och Hiyam i benet eller höften. Massakern beskrivs som spontan och utlöst av att en av de närvarande kaptenerna började skjuta, vilket fick även övriga soldater att delta i skottlossningen. Kuppmakarna hade endast kommit överens om att kronprinsen och premiärministern vid något tillfälle skulle avrättas, men delade meningar hade rått om kungens öde, och inga beslut hade fattats om de kvinnliga medlemmarna av kungafamiljen.
Kropparna efter massakern fördes sedan in i väntande bilar för att transporteras till försvarsministeriet. Kungen och prinsessorna Abadiya och Hiyam ska fortfarande ha varit vid liv under transporten. Kungen avled på vägen innan vård hann ges. Under transporten stoppades bilarna och kungens och kronprinsens lik togs ut. Kungens lik blev sedan hängt, medan kronprinsens lik drogs naket genom gatorna, stympades och brändes. Hiyam var den enda medlemmen av kungafamiljen som överlevde massakern och fick vård, men omständigheterna kring detta har skildrats på motsägelsefulla sätt.